# Улица Замойского (Пенза)
У́лица Замо́йского (бывшая Пушка́рская у́лица) — улица в Пензе, расположенная в историческом центре города, между улицей Калинина и набережной реки Мойки.

## История
Это одна из старейших улиц Пензы, спускавшаяся ещё в XVII веке от восточной стены крепости Пензы к реке Пензе. Первыми её жителями были пушкари, служивые люди, необходимые для артиллерийского обеспечения крепости Пензы, и называлась она тогда Пушкарской слободой. На плане Пензы 1735 года она уже была обозначена как Пушкарская улица. 8 февраля 1919 года была переименована в Пулемётную улицу. С конца 1927 года было восстановлено прежнее название, но вскоре она стала опять называться Пулемётной улицей. 8 августа 1959 года улице по ходатайству правления Союза писателей СССР было присвоено имя известного русского советского писателя Петра Ивановича Замойского.